# EnBW Energie Baden-Württemberg
EnBW Energie Baden-Württemberg AG (w skrócie EnBW) – przedsiębiorstwo energetyczne z siedzibą w Karlsruhe w Niemczech.